# Abschnittsbefestigung bei Lederhof
Der Abschnittsbefestigung bei Lederhof ist eine abgegangene vor- und frühgeschichtliche Abschnittsbefestigung bei 500 m ü. NHN 560 m westsüdwestlich von Lederhof, einem Gemeindeteil der Gemeinde Sulzemoos im Landkreis Dachau in Bayern.
Die Anlage wird als Bodendenkmal unter der Aktennummer D-1-7733-0161 als „Abschnittsbefestigung vor- und frühgeschichtlicher Zeitstellung“ geführt.

## Beschreibung
Die in etwa dreieckige Anlage besitzt Kantenlängen von 50 m im Norden, 85 m im Westen und 95 m im Osten. Sie liegt heute in einem Waldgebiet. 
In der Gemeinde Sulzemoos befinden sich weitere vor- und frühgeschichtliche Befestigungsanlagen:
800 m südwestlich befindet sich die Abschnittsbefestigung Einsbach, die unter der Aktennummer D-1-7733-0159 als „Ringwall des frühen Mittelalters“ geführt wird; 250 m südwestlich liegt die Befestigung bei Lederhof, die unter der Aktennummer D-1-7733-0162 als „mehrgliedriger Ringwall vor- und frühgeschichtlicher Zeitstellung“ geführt wird, und 380 m westlich liegt eine „Wall-Graben-Anlage vor- und frühgeschichtlicher Zeitstellung“, welche unter der Aktennummer D-1-7733-0160 genannt ist.